# Katastralgemeinde Grünburg
Die Katastralgemeinde Grünburg ist eine von zwölf Katastralgemeinden der Gemeinde Klein Sankt Paul im Bezirk Sankt Veit an der Glan in Kärnten (Österreich). Sie hat eine Fläche von 844,19 ha.
Die Katastralgemeinde gehört zum Sprengel des Vermessungsamtes Klagenfurt.

## Lage
Die Katastralgemeinde liegt im Osten des Bezirks Sankt Veit an der Glan, im Osten der Gemeinde Klein Sankt Paul, an den Westhängen der Saualpe. Sie grenzt im Norden an die Katastralgemeinde Dullberg, berührt am nordöstlichen Grenzpunkt die Katastralgemeinde Witra, grenzt im Osten an die Katastralgemeinde Lading und die Katastralgemeinde Aichberg, im Süden an die Katastralgemeinde Prailing und im Westen an die Katastralgemeinde Filfing. Die Katastralgemeinde erstreckt sich über eine Höhenlage von 823 m ü. A. am Grünburger Bach am Westrand der Katastralgemeinde bis zu 2079 m ü. A. am Ladinger Spitz am Ostrand der Katastralgemeinde.

## Ortschaften
Auf dem Gebiet der Katastralgemeinde Grünburg liegen die Ortschaft Grünburg, im Nordwesten ein zur Ortschaft Unterwietingberg gehörender Hof und im Südwesten drei zur Ortschaft Prailing gehörende Höfe.

## Vermessungsamt-Sprengel
Die Katastralgemeinde gehört seit 1. Jänner 1998 zum Sprengel des Vermessungsamtes Klagenfurt. Davor war sie Teil des Sprengels des Vermessungsamtes St. Veit an der Glan.

## Geschichte
Ende des 18. Jahrhunderts wurden die Kärntner Steuergemeinden (später: Katastralgemeinden) gebildet und Steuerbezirken zugeordnet. Die Steuergemeinde Grünburg wurde Teil des Steuerbezirks Silberegg.
Im Zuge der Reformen nach der Revolution 1848/49 wurden in Kärnten die Steuerbezirke aufgelöst und Ortsgemeinden gebildet, die jeweils das Gebiet einer oder mehrerer Steuergemeinden umfassten. Die Steuer- bzw. Katastralgemeinde Grünburg wurde Teil der Gemeinde Klein Sankt Paul. Die Größe der Katastralgemeinde wurde 1849 mit 1463 Österreichischen Joch und 1160 Klaftern (ca. 843 ha, also etwa die heutige Fläche) angegeben; damals lebten 114 Personen auf dem Gebiet der Katastralgemeinde.
Die Katastralgemeinde Grünburg gehörte ab 1850 zum politischen Bezirk Sankt Veit an der Glan und zum Gerichtsbezirk Eberstein. Von 1854 bis 1868 gehörte sie zum Gemischten Bezirk Eberstein. Seit der Reform 1868 ist sie wieder Teil des politischen Bezirks Sankt Veit an der Glan, zunächst als Teil des Gerichtsbezirks Eberstein, seit dessen Auflösung 1978 als Teil des Gerichtsbezirks St. Veit an der Glan.